# Дженоа (Огайо)
Дженоа (англ. Genoa) — селище (англ. village) в США, в окрузі Оттава штату Огайо. Населення — 2232 особи (2020).

## Географія
Дженоа розташована за координатами 41°31′12″ пн. ш. 83°21′42″ зх. д. / 41.52000° пн. ш. 83.36167° зх. д. (41.520008, -83.361580).  За даними Бюро перепису населення США в 2010 році селище мало площу 4,02 км², уся площа — суходіл.

## Демографія
Згідно з переписом 2010 року, у селищі мешкало 2336 осіб у 944 домогосподарствах у складі 603 родин. Густота населення становила 582 особи/км².  Було 1017 помешкань (253/км²).
Расовий склад населення:
| - 96,2 % — білих - 0,4 % — чорних або афроамериканців - 0,1 % — корінних американців - 0,1 % — азіатів - 1,8 % — осіб інших рас |

До двох чи більше рас належало 1,3 %. Частка іспаномовних становила 7,4 % від усіх жителів.
За віковим діапазоном населення розподілялося таким чином: 22,9 % — особи молодші 18 років, 57,8 % — особи у віці 18—64 років, 19,3 % — особи у віці 65 років та старші. Медіана віку мешканця становила 40,6 року. На 100 осіб жіночої статі у селищі припадало 95,8 чоловіків;  на 100 жінок у віці від 18 років та старших — 87,2 чоловіків також старших 18 років.
Середній дохід на одне домашнє господарство  становив 63 100 доларів США (медіана — 52 176), а середній дохід на одну сім'ю — 73 370 доларів (медіана — 63 580). Медіана доходів становила 58 462 долари для чоловіків та 38 380 доларів для жінок. За межею бідності перебувало 16,1 % осіб, у тому числі 25,1 % дітей у віці до 18 років та 8,4 % осіб у віці 65 років та старших.
Цивільне працевлаштоване населення становило 1031 осіб. Основні галузі зайнятості: виробництво — 20,0 %, освіта, охорона здоров'я та соціальна допомога — 16,7 %, роздрібна торгівля — 15,8 %.